# Ribeyre (Truyère)
 (avril 2014).
Si vous disposez d'ouvrages ou d'articles de référence ou si vous connaissez des sites web de qualité traitant du thème abordé ici, merci de compléter l'article en donnant les références utiles à sa vérifiabilité et en les liant à la section « Notes et références ».
Pour les articles homonymes, voir Ribeyre.
La Ribeyre est un ruisseau français du Massif central qui coule dans le département du Cantal. C'est un affluent de la Truyère en rive droite, donc un sous-affluent de la Garonne par le Lot.

## Géographie
De 7,1 km de longueur, la Ribeyre prend sa source dans les monts de la Margeride aux confins des départements du Cantal et de la Lozère près du Puech Nipalou. Elle rejoint la Truyère en rive droite, près de Chaliers, sur la commune de Loubaresse.

## Communes traversées
Dans le seul département du Cantal, la Ribeyre traverse trois communes :
- dans le sens amont vers aval : Lorcières (source), Chaliers, Loubaresse (confluence).

## Principaux affluents
La Ribeyre a trois affluents et deux sous-affluents référencés
- Ruisseau de Chamuzelle (5 km)
- Ruisseau d'encaillou (4 km)
  - Ruisseau de Saint-Sol (2 km)
- Ruisseau des bois (4 km)
  - Ruisseau de Renvers (2 km)